# Torvsjö kvarnar

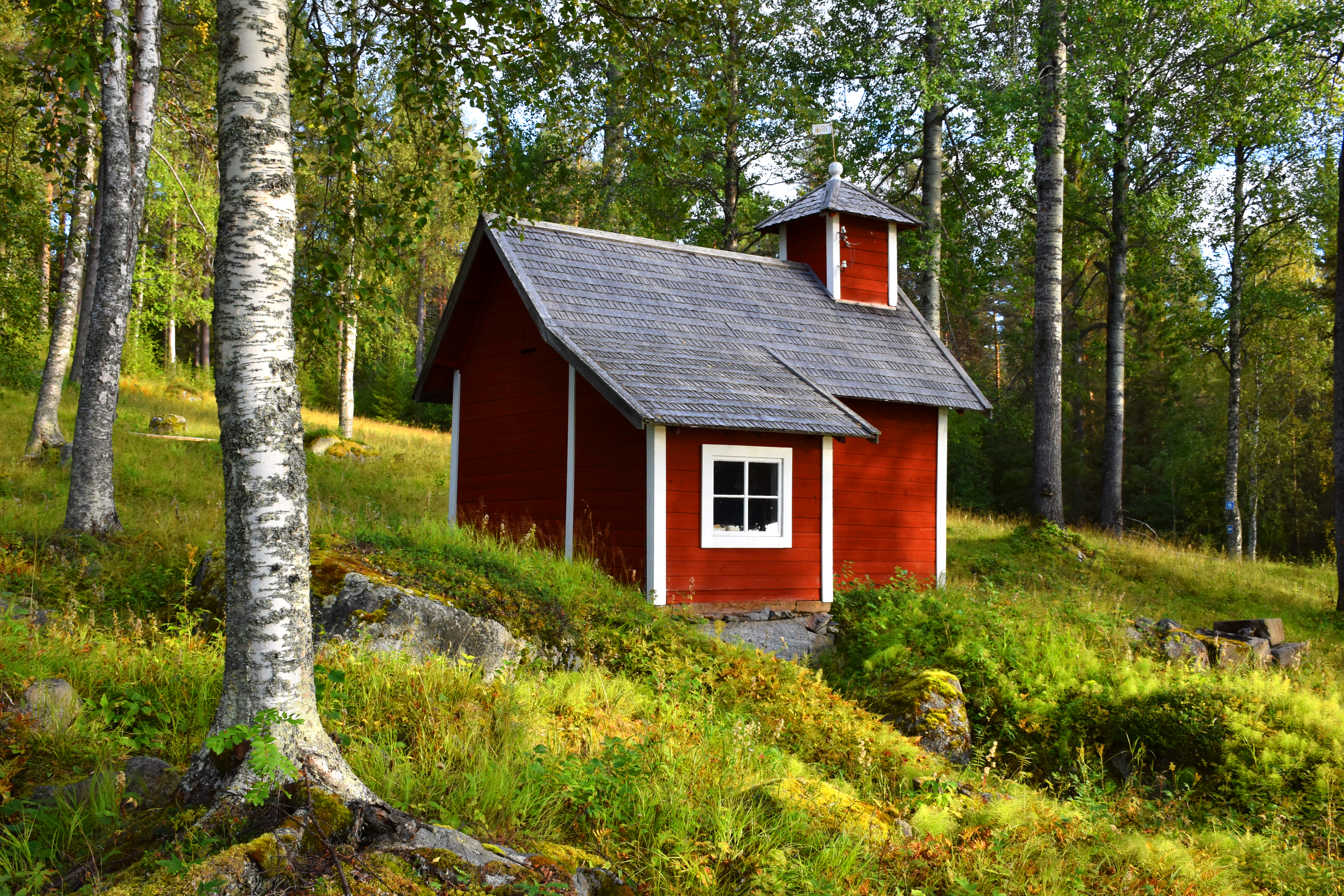
Ett av kraftverken, vilket var i drift 1918-1948.

Torvsjö kvarnar är en uppsättning vattendrivna anläggningar med bland annat skvaltkvarnar, tröskverk, sågverk, smedja och elverk i Skarpsjöbäcken i Torvsjö i Åsele kommun. Allt är byggt för hand, med stor sinnrikhet, av bönderna i byn. Till slut fanns det sex skvaltkvarnar, en tröskloge, en såg- och spånhyvel samt ett litet kraftverk som alla drevs med vattenkraft. 
Det första nybygget på platsen anlades 1752, varefter bröts i Torvsjö och grannbyarna. En väg genom byn mellan Åsele och Vilhelmina drogs 1875, och en skjutsstation och gästgiveri etablerades.
I början av 1900-talet var Torvsjö en jordbruksby med sju gårdar och byskola, men på 1950-talet lades många jordbruk ner och byns befolkning minskade. Många av byggnaderna började då att förfalla, men redan 1966 påbörjades sedan arbetet med att restaurera och bevara den unika kvarnmiljön. 1972 byggnadsminnesförklarades Torvsjö kvarnar och anses idag vara en kulturmiljö av riksintresse.
På 1960-talet var anläggningen förfallen, men efter initiativ från byn och i samarbete med Länsarbetsnämnden, Åsele kommun och Västerbottens museum påbörjades ett arbete med att restaurera anläggningen, och stiftelsen Torvsjö kvarnar bildades. Den restaurerade anläggningen visar på den hantverksskicklighet och ingenjörsanda som rådde hos inlandsbönderna i lappmarken. Den blev byggnadsminne 1972 och har utpekats som riksintresse för kulturmiljövården.
Ungefär 500 meter söderut ligger Torvsjö skogsmuseum. Det finns också en skogskoja i närheten av kvarnanläggningen, där skogsarbetarna brukade övernatta. Nere vid Torvsjön ligger också ett båthus med en kopia av den spelflotte som användes för att transportera timret över Torvsjön. 
År 1995 byggdes en service- och utställningsbyggnad, som ritades av Ragnar Bergeå.

## Bildgalleri

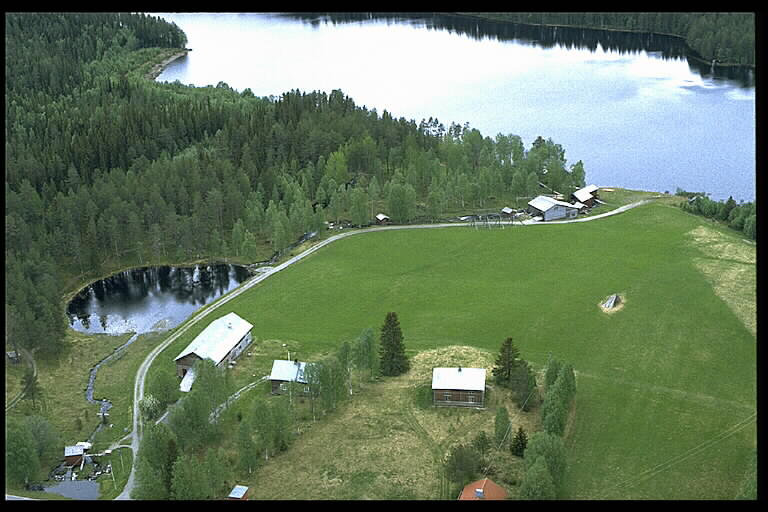
Torvsjö kvarnar och Torvsjön
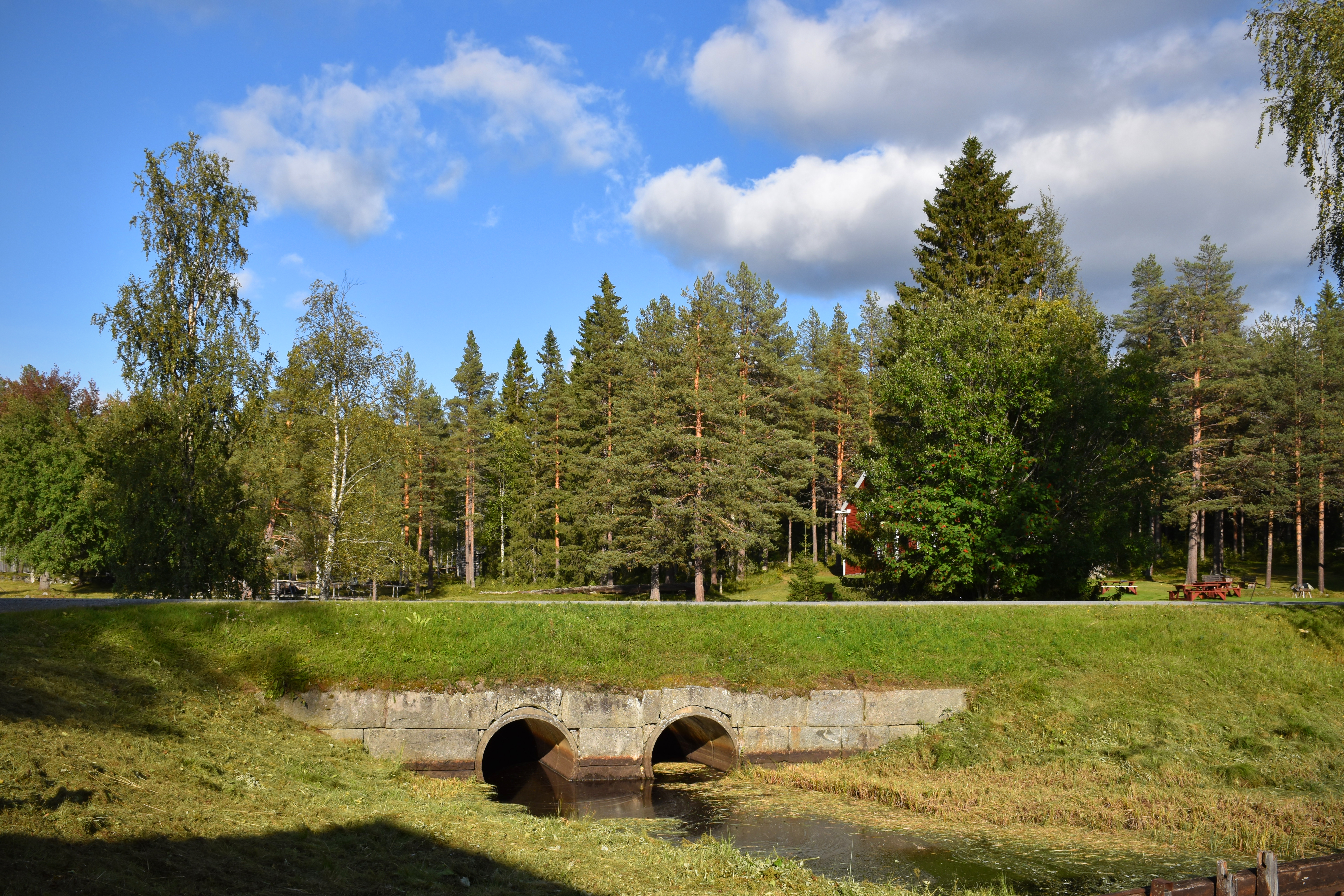
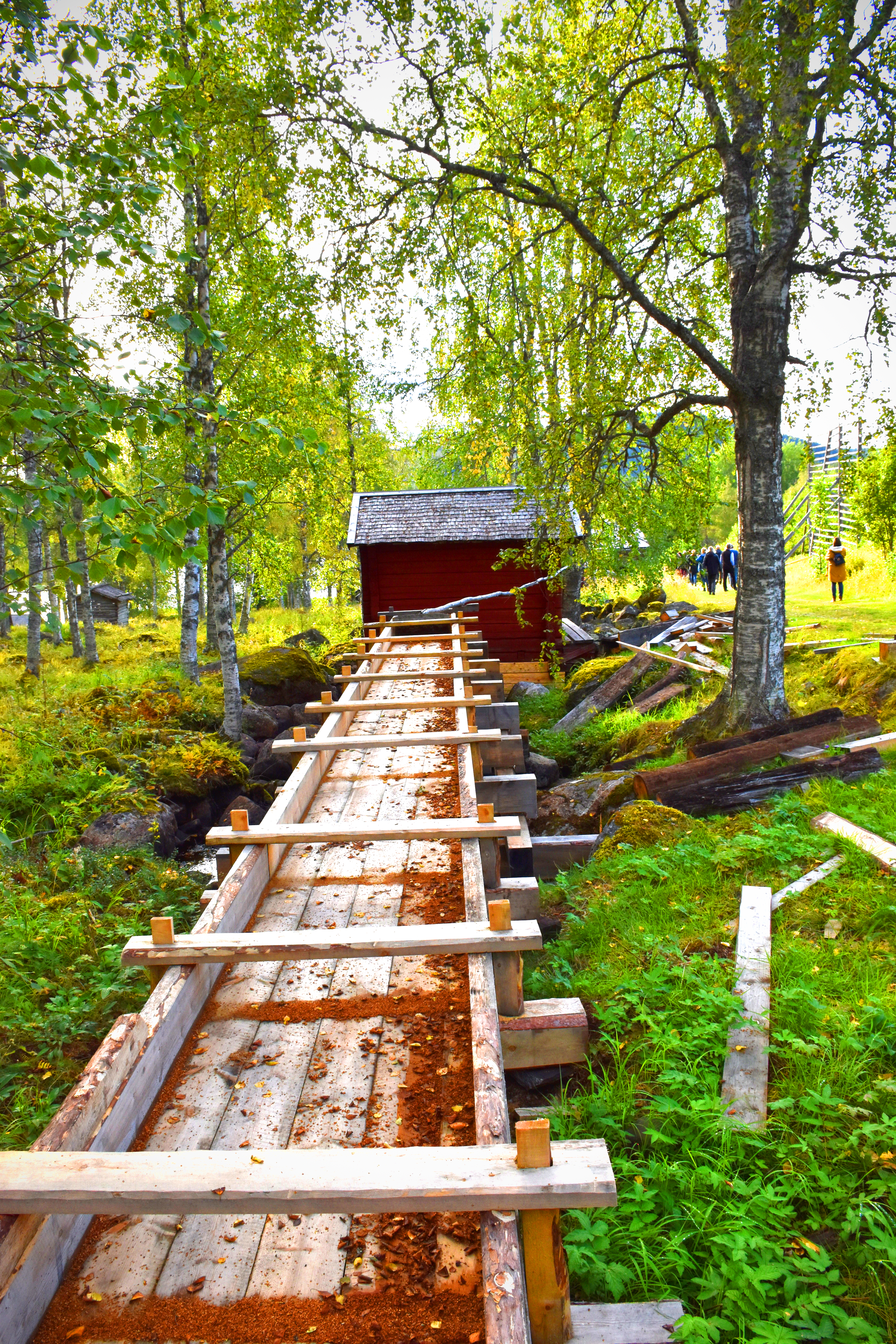
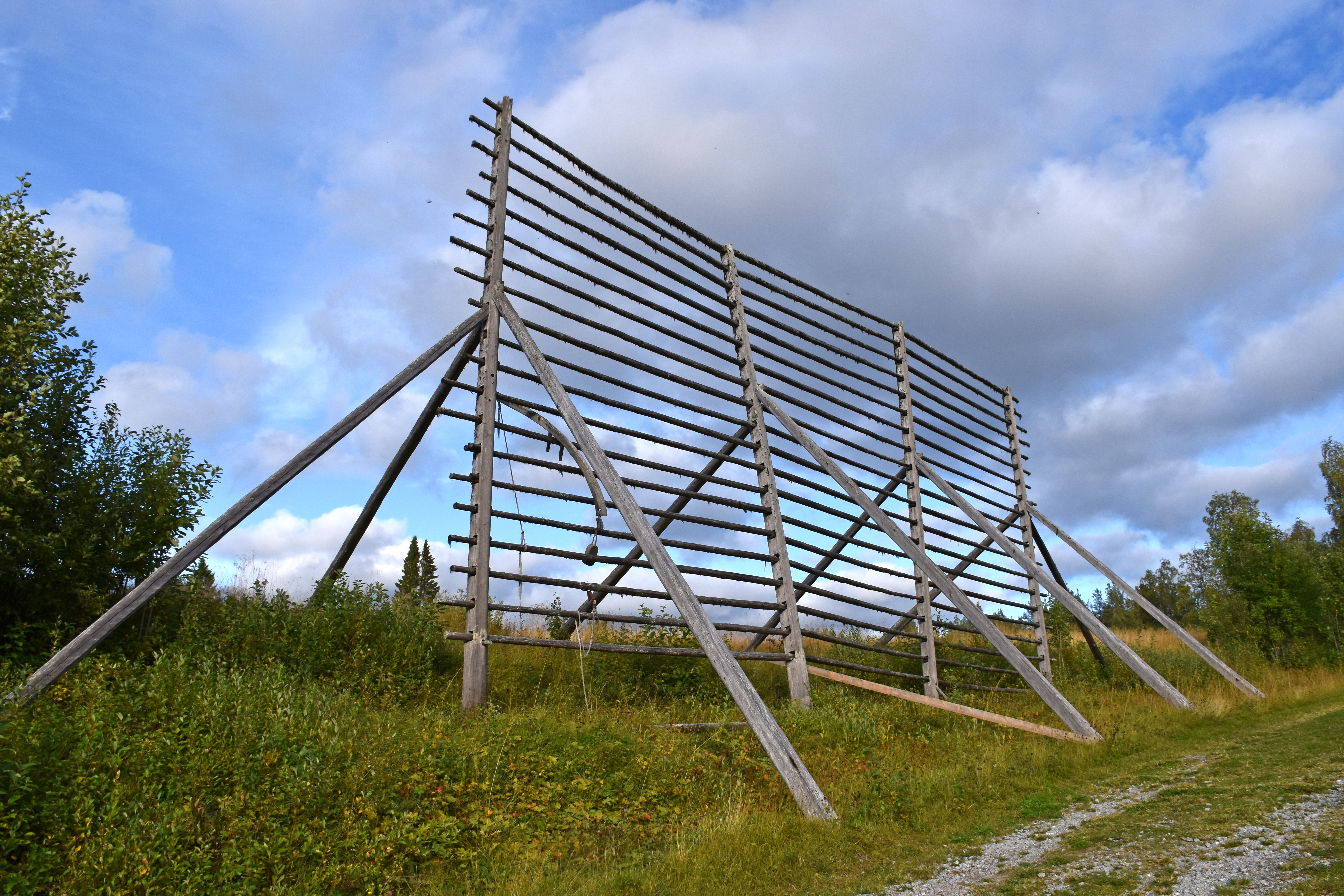
Kornhässja
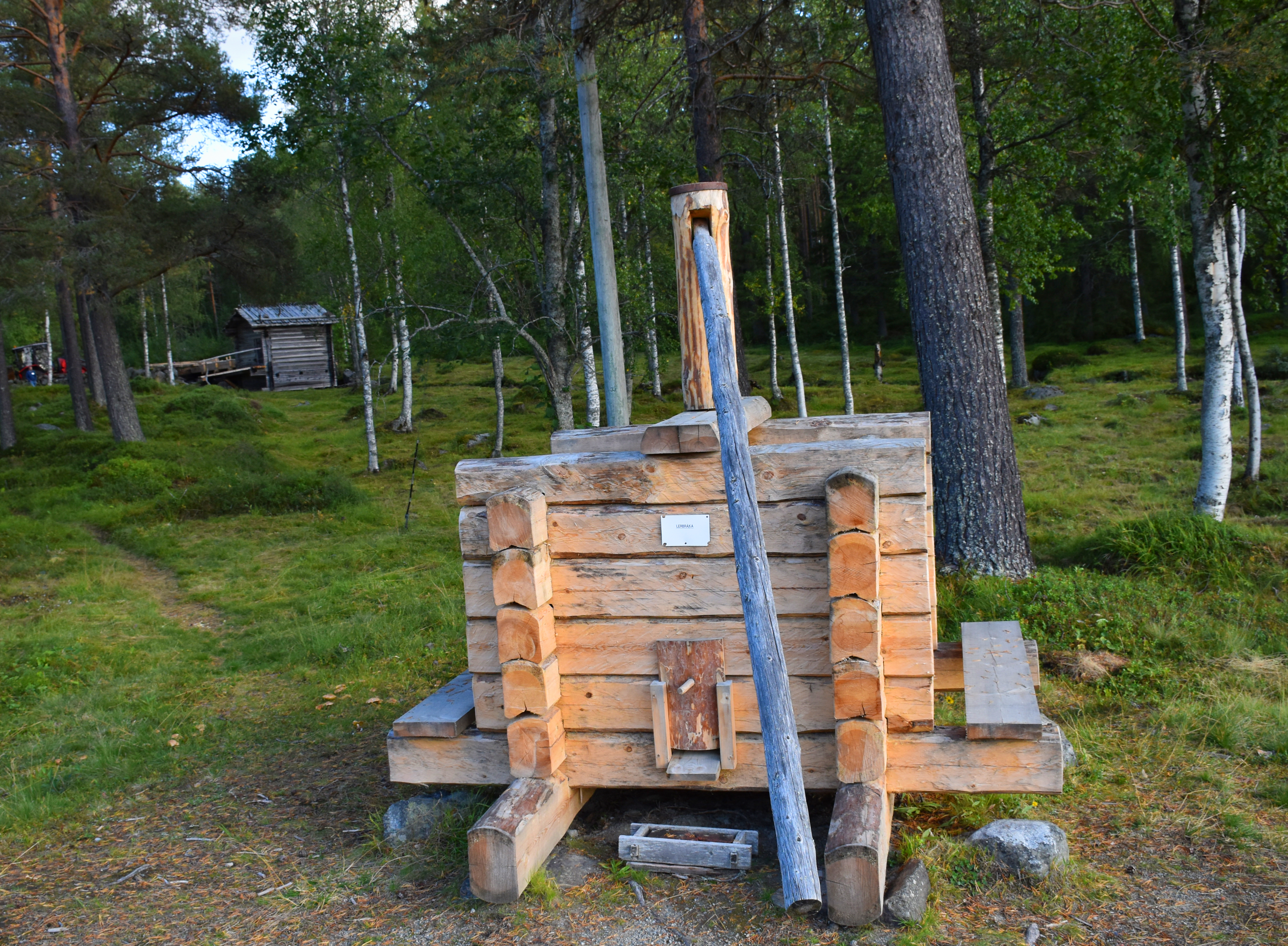
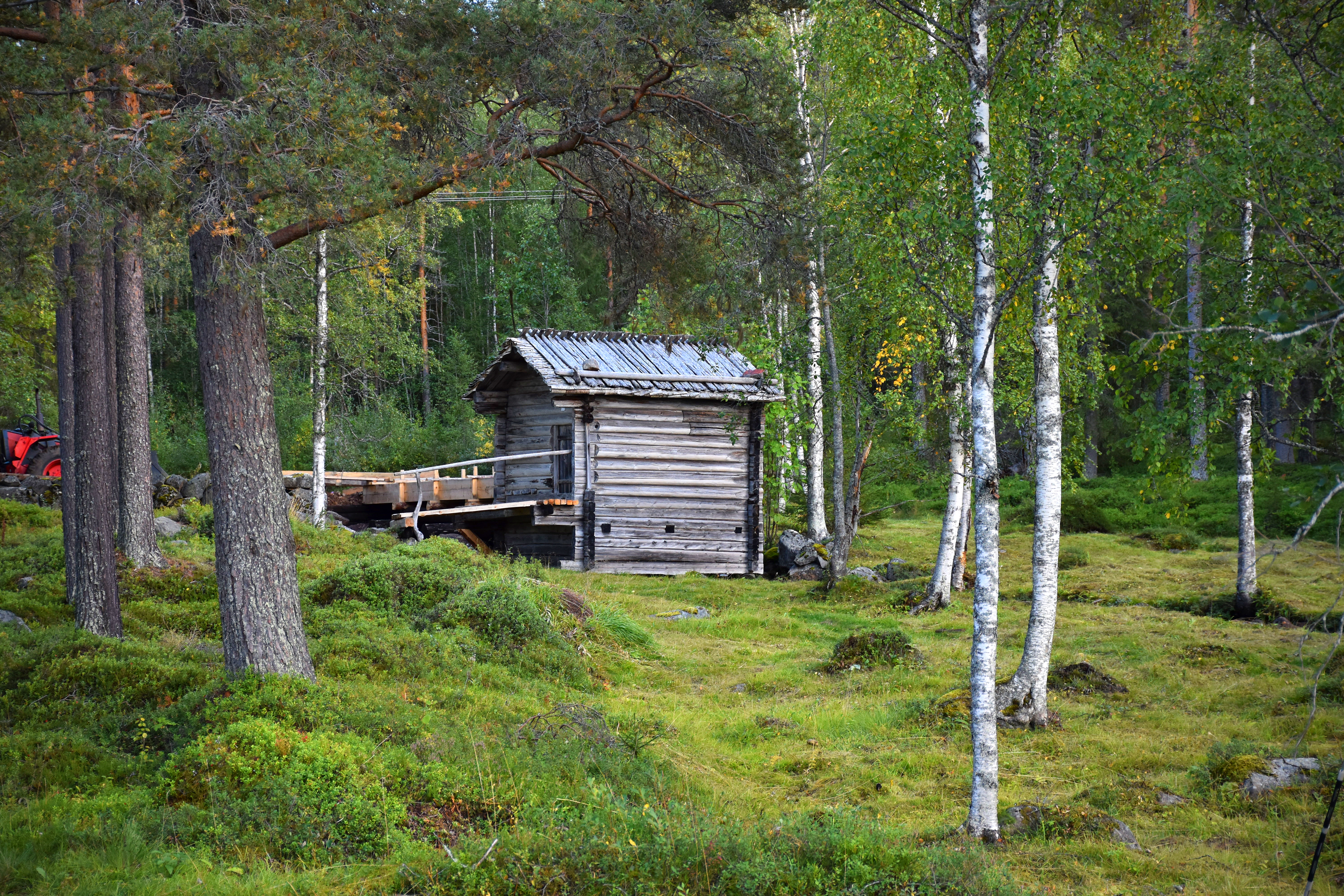
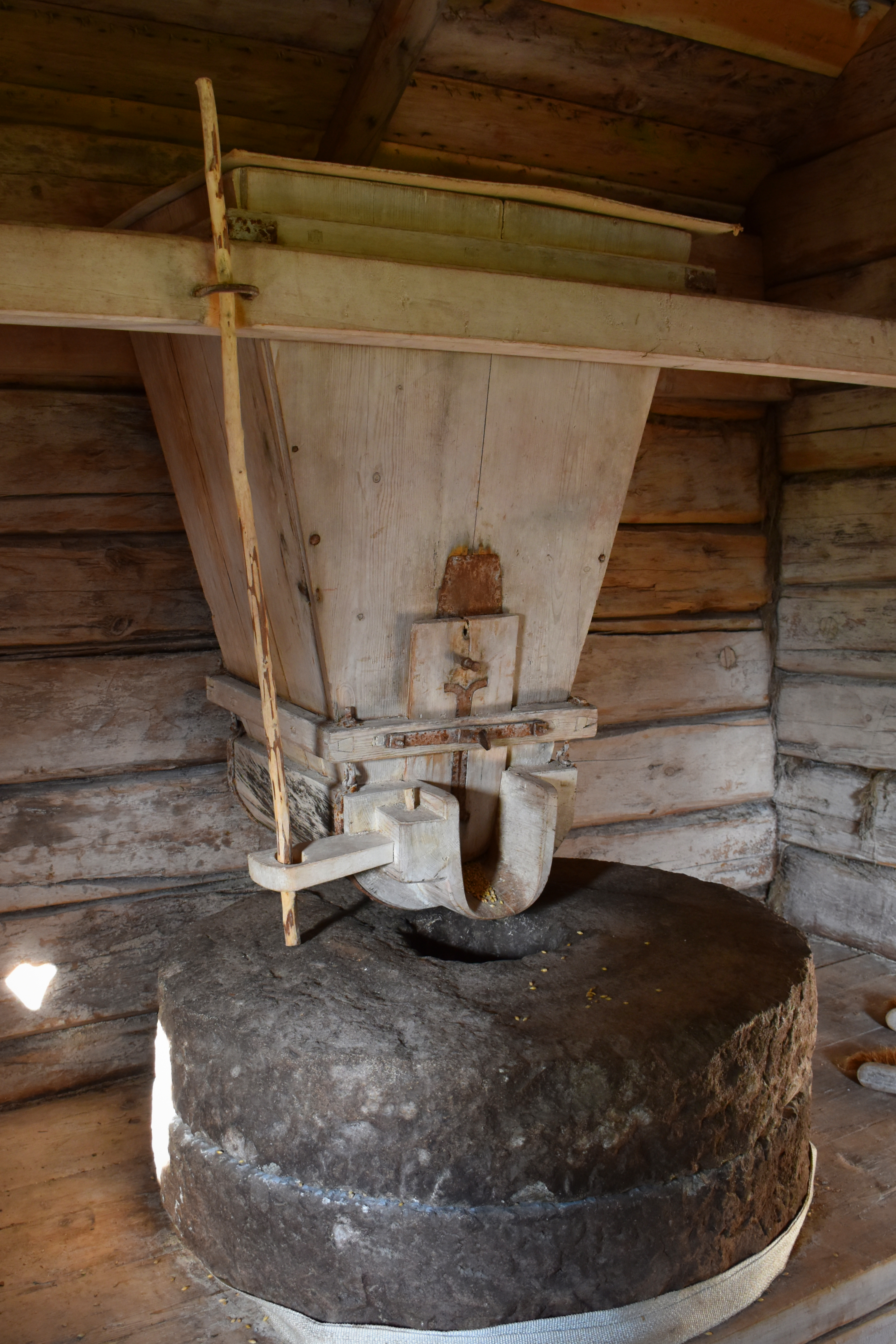